# Кочи-бей Гёмюрджинский
Курикали Коч-и-Мустафа-бей Гёмюрджинский (тур. Kuricali Koƈ u Mustafa Bey, род. в Корче — ум. 1650 или 1654 г. Стамбул) — османский политический деятель, писатель и придворный.

## Жизнь и творчество
Кочи-бей родился в албанской христианской семье. Был отобран (в рамках Девширме) для обучения в стамбульской придворной школе Эндерун, при этом обращён в ислам. В годы правления султана Ахмеда I Кочи-бей окончил своё образование и поступил на придворную службу. Наиболее известным его сочинением является Risâle-i Koçi Bey, написанное в 1630/1631 годы и посвящённое молодому султану Мураду IV. Эта аналитическая работа является крупнейшим произведением турецкой политической литературы XVII столетия, созданная в крайне сложный период существования Османского государства и содержащая трезвый анализ происходящих в империи разрушительных процессов. Кочи-бей в своём сочинении также требует срочного проведения серьёзных государственных реформ, способных вывести турецкое общество из охватившего его кризиса. В результате осуществления предложенных мероприятий автор надеется вернуть стране то могущество, которым она обладала в годы правления султана Сулеймана I Великолепного. В отличие от предыдущих и последовавших за нею работ подобного рода автор не жалеет критических слов при описании положения дел в Османской империи. Так, 1574 год, год смерти султана Селима II он считает переломным в судьбе государства, после которого начинается период всё углубляющегося упадка. До этого момента ленная, войскообразующая система тимар служила основой государственной системы и обеспечивала новые территориальные завоевания, пополнявшие казну. Однако после указанного года всё большее значение в управлении государством приобретают придворные клики, группирующиеся вокруг султанского гарема и великого визиря, а также дворцовые части янычаров. Усиливается при дворе и в армии кумовство и протежирование в ущерб истинно способным чиновникам и военным. Духовенство и связанный с ним институт судебной власти невежественно и должно повысить свой как культурный, так и профессиональный уровень, больше интересоваться современными науками. В то же время налоговое бремя для населения Османской империи следовало бы уменьшить.
Благодаря своим смелым, решительным идеям Кочи-бей становится первым советником молодого и энергичного султана Мурада IV. Это же положение он сохраняет и при наследнике Мурада, султане Ибрагиме. В 1640 году Кочи-бей пишет второе, более умеренное сочинение о переустройстве дел в Османском государстве и о необходимости проведения реформ в различных областях управления страной. После свержения Ибрагима Кочи-бей попал в опалу и был изгнан от султанского двора. Умер в Стамбуле, похоронен был в родной Корче.

## Изданные сочинения
- Koçi Bey risaleleri. Sultan IV. Murad’a devlet yönetimindeki bozukluklar ile alınması gereken tedbirler hakkında sunulan risale ve Sultan 1. İbrahim’e Osmanlı Devlet teşkilatı hakkında sunulan risale. Hrsg. Seda Çakmakcıoğlu. İstanbul: Kabalcı Yayınevi 2008.
- Yilmaz Kurt (Hg.): Koçibey Risalesi. Ankara: Burak 1998.
- Zuhuri Danişman: Koçi Bey risalesi. 1. basılış. Istanbul: Devlet Kitapları 1972. (Türk kültürü kaynak eserleri dizisi). — Sprachlich modernisierter türkischer Text.
- Ali Kemali Aksüt: Koçi Bey Risalesi. Şimdiye kadar elde edilememiş olan tarihî eserin tamami; Koçi Beyin resmini havidir. Istanbul: Vakit 1939. — Übertragung in moderne türkische Sprache.
- Koçi Bey Risalesi. Istanbul 1303 (i.e. 1885/86). — Unkritische osmanische Ausgabe.